# Glück am Drücker
Glück am Drücker war eine zehnminütige deutsche Spielshow mit dem Moderator Al Munteanu, bei dem die Kandidaten nach Drücken eines Buzzers Fragen beantworten mussten. Bei erfolgreich absolvierten Spielrunden konnten sie an einer Leuchtkachelwand Geldpreise per Buzzer erdrücken oder den Pleitegeier Raffi erwischen, durch den sie bereits gewonnenes Geld verlieren oder sogar ausscheiden konnten. Die Sendung lief in der Woche von Montag bis Freitag, konnte sich allerdings nur knapp fünf Monate bis zum 29. August 1992 im Programm von RTL plus halten. Das Nachfolgeformat Drück Dein Glück wurde 1999 produziert und nach 68 Ausgaben mit dem Gewinner Marc Engelhard und Moderator Guido Kellermann eingestellt.
Bei Glück am Drücker handelt es sich um eine Adaption der US-amerikanischen Spielshow Press Your Luck, die von 1983 bis 1986 auf CBS lief.